# Songbook
Songbook é um livro impresso com tablaturas e/ou partituras instrumentais, de uma ou mais bandas, ou músicos. Na maioria das vezes, porta um conteúdo oficial, que pode ter sido escrito pelo próprio compositor das músicas, ou até revisto pelo mesmo. No Brasil, esse gênero tornou-se popular através das obras do editor carioca  Almir Chediak, pela Editora Lumiar, a partir da série Songbook, no final da década de 80. O editor mineiro, Barral Lima, pela Neutra Editora; o músico e revisor musical carioca, Ricardo Gilly, pela Editora Gilly Music e o músico e editor brasiliense, Márcio Proença, da Editora Casa de Amigos, têm dado continuidade regular  à edição de songbooks abordando a obra de artistas como Milton Nascimento, Edu Lobo, grupo Roupa Nova, Luiz Gonzaga, Nelson Cavaquinho, Lô Borges, Flávio Venturini entre outros.